# Le Châtellier, Orne
Le Châtellier är en kommun i departementet Orne i regionen Normandie i nordvästra Frankrike. Kommunen ligger i kantonen Messei som tillhör arrondissementet Argentan. År 2022 hade Le Châtellier 402 invånare.

## Befolkningsutveckling
Antalet invånare i kommunen Le Châtellier
| Referens: INSEE |